# Carmen Dionyse
Carmen Dionyse (Gent, 19 maart 1921 – 1 oktober 2013), geboren als Dionysia Carmen Janssens, was een Belgisch beeldhouwer en keramist. Carmen Dionyse was lid van de Internationale Academie voor Keramiek (Genève) en was hoogleraar aan de Koninklijke Academie voor Schone Kunsten (Gent) en het Provinciaal Hoger Instituut voor Kunstonderwijs te Hasselt.

## Studies
Van 1936 tot 1946 volgde Carmen Dionyse les aan de Koninklijke Academie voor Schone Kunsten te Gent. Hier kreeg ze onder meer les van schilder Jos Verdegem en architect Geo Bontinck. Haar interesse in keramiek werd geprikkeld door Bontinck die regelmatig ontwerpopdrachten gaf voor keramiekobjecten, weliswaar zonder het in keramiek uit te voeren. Ze trouwde met schilder Fons De Vogelaere. In 1956 vatte ze haar studies weer op met de kersverse richting Keramiek en studeerde af in 1958 met grootste onderscheiding. 

## Carrière
Kort daarna ontving Dionyse de Grote prijs op de Wereldtentoonstelling en lanceerde zo haar carrière. Haar eerste solotentoonstelling kreeg ze in 1960 in Kunstcentrum Carlos De Meester (Roeselare, België) en nam sinds 1956 deel aan groepstentoonstellingen en salons.
Ze gaf les als docent keramiek aan het Provinciaal Hoger instituut voor Kunstonderwijs in Hasselt en de Koninklijke Academie voor Schone Kunsten in Gent en was ook regelmatig gastdocent in binnen- en buitenland. Ze was lid van de gereputeerde International Academy of Ceramics (IAC) en nam deel aan verscheidene internationale symposia. Dionyse vertegenwoordigde België op het tweede U.S. International Ceramic Symposium dat plaatsvond tijdens de zomer van 1975 in de Arrowmont School of Crafts in Gatlinburg (Tennessee).

## Oeuvre

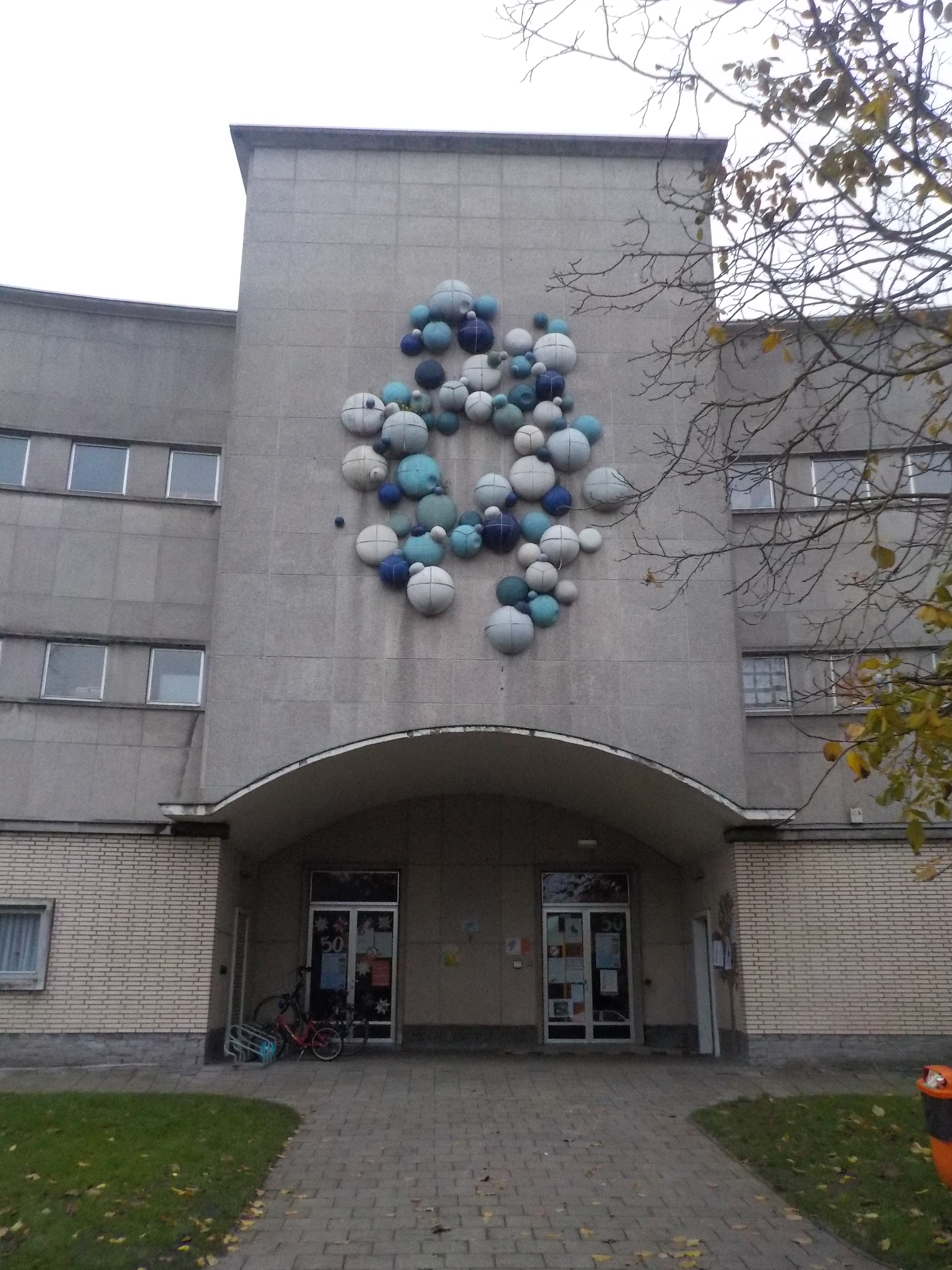
Groeiende gemeenschap, kunstwerk door Carmen Dionyse aan de gevel van de Bollekensschool (1967) te Gent.

Haar werk - dat voornamelijk gedomineerd wordt door bustes en maskers - is sterk geïnspireerd en opgebouwd rond emblematische figuren uit de oude mythologie. Typerend voor haar werk is de grote diversiteit aan uitdrukking en het geavanceerd kleur en materiaalgebruik dat is bekomen door het over elkaar heen leggen van verschillende lagen van emaillering en het tot 10 keer toe herbakken van eenzelfde stuk. Carmen Dionyse tilde door haar experiment en expressief materiaalgebruik het traditioneel medium van keramiek op naar een nieuw niveau en introduceerde het zo mede terug in de moderne kunst.
Carmen Dionyse stelde haar werk internationaal tentoon. Haar oeuvre bevindt zich in tientallen nationale en internationale collecties waaronder Design Museum Gent, Stedelijk Museum voor Actuele Kunst en Mu.ZEE.

## Tentoonstellingen

### Solotentoonstellingen (selectie)
- 1960 Carlos De Meester - Roeselare
- 1960 Galerij Jacobs - Gent
- 1962 Antilope - Brussel (met Fons De Vogelaere)
- 1963 Margaretha de Boevé - Assenede (met Fons De Vogelaere)
- 1963 Kaleidoscoop - Gent (met Fons De Vogelaere)
- 1963 Trefpunt - Gent (met Fons De Vogelaere)
- 1965 Galerie aux Bateliers - Brussel
- 1974 C.I.C. - Gent
- 1978 Provinciaal Begijnhof - Hasselt
- 1978 Museum voor Sierkunst - Gent
- 1979 Cultureel Centrum De Vaart - Hilversum (NL)

### Groepstentoonstellingen
- 1956 Cercle artistique - Gent
- 1958 Expo 58 - Brussel
- 1961 Paleis voor Schone Kunsten - Brussel
- 1968 Sint-Pietersabdij - Gent

### Prijzen
- Prijs J. Delvin 1957
- Prijs "Het Dier" 1957
- Prijs Bal der Schone Kunsten 1958
- Grand prix expo 58
- Onderscheiding in de Prijs "Jonge Belgische Skulptuur" 1960
- Medaille d'Or (Praag) 1962
- Prijs Ravenna op Internationale Keramiekwedstrijd Faenza 1965
- eerst prijs Ceramic Art of The World (Calgary, Canada) 1973
- Maestra invita (Faenza, Italie)

### Onderscheidingen
- ridder van de Kroonorde
- ze werd in 1998 als amazone veredeld door Koning Albert II van België.

- Digitale Bibliotheek voor de Nederlandse Letteren: dion004
- Gemeinsame Normdatei: 118525883
- International Standard Name Identifier: 0000 0000 8119 3588
- Library of Congress Control Number: n82032927
- National Gallery of Victoria: 3196
- Nationale bibliotheek van Australië: 36514716
- Nederlandse Thesaurus van Auteursnamen: 070001391
- RKD-Nederlands Instituut voor Kunstgeschiedenis: 23248
- Système universitaire de documentation: 087379589
- Trove: 1266070
- Union List of Artist Names: 500576749
- Virtual International Authority File: 94699591
- WorldCat: E39PBJmy3vD4Y3GyKh6tTctdwC